# Lake Wyangan
Lake Wyangan är en sjö i Australien. Den ligger i delstaten New South Wales, i den sydöstra delen av landet, omkring 480 kilometer väster om delstatshuvudstaden Sydney. Lake Wyangan ligger 108 meter över havet.
Omgivningarna runt Lake Wyangan är i huvudsak ett öppet busklandskap. Runt Lake Wyangan är det glesbefolkat, med 14 invånare per kvadratkilometer. Genomsnittlig årsnederbörd är 499 millimeter. Den regnigaste månaden är mars, med i genomsnitt 77 mm nederbörd, och den torraste är oktober, med 16 mm nederbörd.